# 沙特吕 (伊泽尔省)
沙特吕（法語：Châtelus，法語發音：[ʃatly]）是法国伊泽尔省的一个市镇，属于格勒诺布尔区。

## 地理
沙特吕（45°3'29"N, 5°22'21"E）面积12.3 平方千米，位于法国奥弗涅-罗讷-阿尔卑斯大区伊泽尔省，该省份为法国东南部内陆省份，北起顺时针与安省、萨瓦省、上阿尔卑斯省、德龙省、阿尔代什省、卢瓦尔省和罗讷省。
与沙特吕接壤的市镇（或旧市镇、城区）包括：埃舍维、圣于连昂韦科尔、绍朗什、蓬唐鲁瓦扬。
沙特吕的时区为UTC+01:00、UTC+02:00（夏令时）。

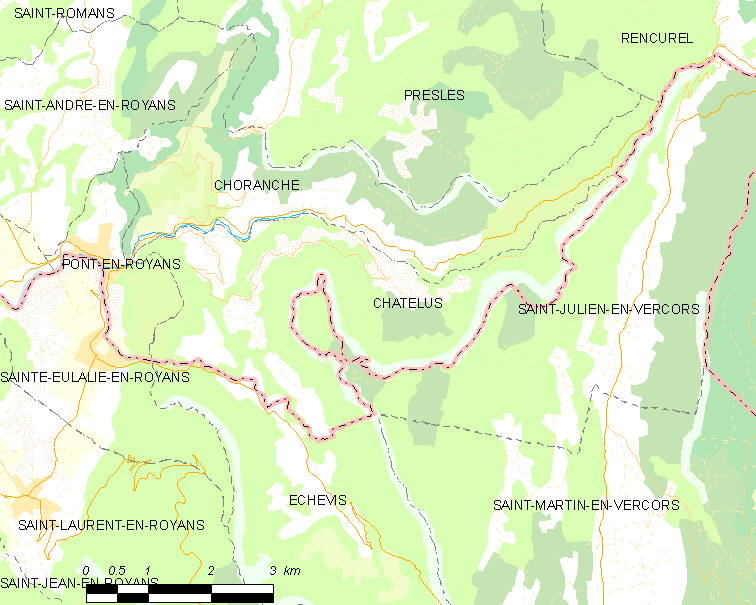
沙特吕的OSM定位图

## 行政
沙特吕的邮政编码为38680，INSEE市镇编码为38092。

## 政治
沙特吕所属的省级选区为南格雷西沃当县。

## 人口

1962-2008年间沙特吕人口变化图示

沙特吕于2022年1月1日时的人口数量为94人。